# Simon Sjödin
Simon Olov Sjödin (Stoccolma, 4 ottobre 1986) è un nuotatore svedese.

## Palmarès
- Europei:

Eindhoven 2008: bronzo nella 4x100m misti
- Europei in vasca corta:

Herning 2013: argento nei 200m misti.
Netanya 2015: bronzo nei 200m farfalla.